# Psychosoziales Moratorium
Psychosoziales Moratorium ist eine vom Psychologen Erik H. Erikson geprägte Bezeichnung für eine Lebensphase im Lebenszyklus des Menschen: die Übergangsphase zwischen Kindheit und Erwachsenen-Identität (vergleiche Adoleszenz). In dieser Phase vollzieht sich eine langsame Ablösung von den Eltern und Orientierungsprobleme wie die Berufsfindung treten auf; der endgültige Abschied vom Kindheits-Ich („psychosoziales Ultimatum“) wird aufgeschoben zugunsten einer Karenzzeit, in welcher die jungen Menschen in experimenteller Art soziales Rollenhandeln erlernen. Das psychosoziale Moratorium ist ein „Entwicklungsspielraum […], der auf den Erwachsenenstatus hinführt, für den die Berufs- bzw. Arbeitsrolle konstitutiv ist.“
Seit den 1990er-Jahren werden von verschiedenen Autoren veränderte Verlaufsformen der Jugendphase, vor allem generell verlängerte Aufenthalte im Bildungssystem beschrieben. Es wird auch von einer „postadoleszenten“ Lebensphase gesprochen, die sich bis ins dritte Lebensjahrzehnt dehnen kann, ersichtlich beispielsweise an der Zunahme von Singlehaushalten, weiter ansteigendes durchschnittliches Heiratsalter oder an späteren Berufseintritten. Hierbei könnten die von Erikson nicht weiter behandelten sozialen Institutionen und soziostrukturellen Gegebenheiten („Krise der Arbeitsgesellschaft“) eine Rolle spielen. Direkt an die Jugendphase anschließende Arbeitslosigkeit oder relativ perspektivlose Aufenthalte in dem zur „Verwahranstalt“ umfunktionierten Bildungssystem, das die „schöpferische Auseinandersetzung“ im Sinne von Arbeit hemmt, verhindert die Herausbildung einer erwachsenen Ich-Identität.
Aus der begrüßenswerten, experimentellen Karenzzeit der Jugendphase könnte so das Problem eines unabsehbar erweiterten psychosozialen Moratoriums werden.